# Palaeomarachne
Palaeomarachne – wymarły rodzaj stawonogów z podtypu szczękoczułkopodobnych i gromady kikutnic. Obejmuje tylko jeden opisany gatunek, Palaeomarachne granulata. Żył w ordowiku późnym.

## Taksonomia i ewolucja
Rodzaj i gatunek typowy opisane zostały po raz pierwszy w 2013 roku przez Davida M. Rudkina, Michaela B. Cuggy’ego, Grahama A. Younga i Deborę P. Thompson na łamach „Journal of Paleontology”. Opisu dokonano na podstawie skamieniałości datowanych na odpowiadający późnemu katowi richmond w ordowiku późnym, które odnaleziono w ogniwie Williams formacji Stony Mountains na terenie Grand Rapids Uplands w kanadyjskiej Manitobie. Wszystkie skamieniałości są fragmentami wylinki. Nazwa rodzajowa to zbitka przedrostka palaeo-, pochodzącego od starogreckiego przymiotnika palaios „pradawny”, łacińskiego przymiotnika marinus, oznaczającego „morski” oraz imienia mitologicznej Arachne.
Palaeomarachne jest najstarszą kikutnicą znaną ze skamieniałości form dorosłych. Jedynym starszym taksonem przypisywanym do kikutnic jest kambryjski Cambropycnogon znany wyłącznie z formy larwalnej przypominającej protonimfona. Dorosłe Palaeomarachne wyróżniały się od innych kikutnic podzieloną poprzecznymi bruzdami częścią głowową. Nie jest pewne, czy bruzdy te odpowiadały faktycznemu podziałowi na segmenty (somity). Jeśli tak było, to może to być cecha plezjomorficzna kikutnic, aczkolwiek możliwa jest również jej interpretacja jako autapomorfii powstałej przez powielenie segmentów w linii rozwojowej Palaeomarachne. Brak typowej dla pozostałych kikutnic cefalosomy każe umieszczać Palaeomarachne poza grupą koronną tej gromady określaną jako Eupycnogonida.

## Morfologia
Zwierzę osiągało duże jak kikutnicę rozmiary ciała. U holotypu region głowowy miał 12 mm długości i 9,8 mm szerokości, zaś zachowana część regionu tułowiowego ponad 20 mm długości i 10 mm szerokości. Rozmiary całego korpusu zwierzęcia szacuje się na co najmniej 32 mm długości i 24 mm szerokości. Nieznana jest budowa odnóży czy innych przydatków oraz tylnego końca ciała. Oskórek grzbietowej strony ciała miał ornametację w postaci ziarnistości, które stawały się większe i bardziej wydłużone ku tylnym krawędziom osiowych regionów segmentów tułowia. W przeciwieństwie do znanych form dorosłych innych kikutnic Palaeomarachne odznaczał się głowowym rejonem ciała niejednolitym, podzielonym silnymi bruzdami poprzecznym na pięć następujących po sobie, przypominających segmenty elementów o różnej budowie. Brak było ryjka. Pierwszy z elementów był największy, odwrotnie T-kształtny lub szeroko-kotwicowaty – przednie ⅔ przypadały na „trzon” mający równoległe boki i zaopatrzony w nasady szczękoczułków (cheliforów), a tylna ⅓ tworzyła „poprzeczkę” o lekko łukowatej krawędzi tylnej i zaopatrzoną w nogogłaszczki. Drugi element był krótki i prawie tak szeroki jak pierwszy, zwężający się ku prostej krawędzi tylnej, przypuszczalnie zaopatrzony w pośrodkowy wzgórek oczny. Elementy trzeci i czwarty były tak szerokie jak drugi, ale jeszcze krótsze. Piąty element był tak szeroki jak poprzedni, ale niemal trzykrotnie od niego dłuższy. Przysadzisty region tułowiowy zbudowany był z co najmniej czterech segmentów, każdy podzielony podłużnymi bruzdami na część osiową i duże wyrostki boczne. W przeciwieństwie do pozostałych znanych form dorosłych kikutnic pierwszy segment tułowia niezlany był z głową w cefalosomę. Części osiowe segmentu pierwszego i drugiego były mniej więcej prostokątne, trzeciego prawie trapezowata, a czwartego rombowata. Kształt wyrostków bocznych był spłaszczony, półwalcowaty, a ich szerokość taka sama jak części osiowych.

## Paleoekologia
Zwierzę to żyło w morzach u wybrzeży Laurencji. Jego siedliskiem były muliste osuchy lub wybrzeża lagun. Współwystępował tam z wielkorakami, ostrogonami, parzydełkowcami, małżoraczkami i konodontami z rodzaju Rhipodognathus.